# روبر هیرش (بازیگر)
روبر هیرش (فرانسوی: Robert Hirsch‎؛ زادهٔ ۲۶ ژوئیهٔ ۱۹۲۵) هنرپیشه اهل کشور فرانسه است. وی از سال ۱۹۵۱ میلادی تاکنون مشغول فعالیت بوده‌است.
از فیلم‌هایی که وی در آن نقش داشته است، می‌توان به زمستان ۵۴، ابه پیر، یکسره مجنون او، معالجه با شوک و گوژپشت نتردام اشاره کرد.